# Josef Szepeschy
Josef Szepeschy (Iosif Szepessy în română; n. 13 octombrie 1946, Satu Mare) este un fost scrimer german de origine română specializat pe spadă, laureat cu aur pe echipe la Campionatul Mondial de Scrimă din 1973 de la Göteborg.

## Carieră
A început să practice scrima la vârstă de nouă ani cu antrenorul Alexandru Csipler. După bacalaureat s-a transferat la CSA Steaua sub conducerea lui Constantin Ciocârlie. În anul 1970 s-a întors la Satu Mare, dar nu a putut obține o viză de ieșire din țară pentru competiții. Când a primit un pașaport în 1972 a decis să plece în Germania, fiind etnic german. Sub steagul acestei țări a câștigat medalia de aur pe echipe la Campionatul Mondial de Scrimă din 1973 de la Göteborg.
După ce s-a retras din cariera sportivă, a devenit antrenor la clubul de scrimă de la Heidenheim. A lucrat pentru Allstar, o firmă de echipament de scrimă, apoi a devenit director unei firme concurente, Uhlmann. În prezent este manager la Schuck Group, un producător de fitinguri pentru industria petrolieră și gazieră. Este și un membru al comisiei centrale de marketing, promovare și dezvoltarea scrimei la Federația Română de Scrimă.